# IPhone SE (3-го покоління)
iPhone SE третього покоління (також відомий як iPhone SE 3 або iPhone SE 2022) — це смартфон спроєктований та розроблений Apple Inc. Він є частиною 15-го покоління iPhone разом з 13/13 mini та 13 Pro/13 Pro Max. Apple анонсувала iPhone SE третього покоління 8 березня 2022 року, який прийшов на зміну iPhone SE другого покоління. Попередні замовлення почалися 11 березня 2022 року, після чого телефон було випущено 18 березня 2022 року.

## Історія
Чутки про iPhone SE третього покоління були розвіяні в жовтні 2021 року
iPhone SE третього покоління було анонсовано в рамках Apple Event 8 березня 2022 року.

## Технічні характеристики

### Дизайн
Дизайн iPhone SE третього покоління є ідентичним до попередника. Смартфон має алюмінієву раму, а передня та задня панелі виконані зі скла.
iPhone SE доступний у трьох кольорах: Midnight, Starlight і Product Red. Midnight і Starlight у чорному і білому кольорах відповідно, а Product Red залишився незмінним.
iPhone SE включає систему архітектуру Apple A15 Bionic (5 nm) на кристалі (SoC), із вбудованим співпроцесором руху та нейронним механізмом п'ятого покоління. Він доступний у трьох конфігураціях внутрішньої пам'яті: 64 ГБ, 128 ГБ та 256 ГБ. Він має 4 ГБ оперативної пам'яті, що більше, ніж ГБ оперативної пам'яті у моделі другого покоління. SE має той самий клас захисту від пилу та води IP67, що і його попередник. У телефоні відсутні надширокосмугові функції, що забезпечуються чіпом U1, який є в iPhone 13 та 13 Pro. Попри менший розмір телефону, який може призвести до підвищення теплового тротлінгу, система на кристалі A15 SE працює на тих же пікових частотах процесора, що й iPhone 13. Як і його попередник, iPhone SE третього покоління не має стандартного 3.5 мм роз'єму для стереонавушників.
| Колір | Ім'я                      | Оправа |
| ----- | ------------------------- | ------ |
|       | Midnight (Опівночі)       | Чорний |
|       | Starlight (Зоряне світло) | Чорний |
|       | Product Red               | Чорний |

#### Дисплей
iPhone SE оснащений тим же дисплеєм HD Retina, як і його попередник, із використанням технології IPS з True Tone і широкою колірною гамою (Display P3). Дисплей має роздільну здатність 1334 × 750 пікселів, як і в попередніх iPhone з діагоналлю 4,7 дюйм (120 мм) дюйма. Щільність пікселів складає 326 пікселів на дюйм, така сама, як і на всіх iPhone з РК-дисплеями з моменту появи дисплея Retina на iPhone 4, за винятком моделей Plus. Він може відтворювати контент HDR10 і Dolby Vision, попри те, що він не має дисплея з підтримкою HDR, що досягається шляхом перетворення HDR-контенту з пониженням частоти для відповідності дисплея з деякими поліпшеннями динамічного діапазону, контрастності та широкої колірної гами порівняно зі стандартним контентом.

#### Камера
iPhone SE має основну (задню) 12-мегапіксельну камеру, аналогічну системі з одним об'єктивом свого попередника, здатну записувати відео 4K зі частотою 24, 25, 30 або 60 кадрів в секунду, HD-відео 1080p HD зі частотою 25, 30 або 60 кадрів у секунду або 720p HD відео зі частотою 30 кадрів в секунду. Камера має діафрагму ƒ/1,8, автофокус, оптичну стабілізацію зображення та спалах True Tone з чотирма світлодіодами. Телефон також може знімати панорами до 63 МП і знімати світлини у режимі серійної зйомки. Фронтальна камера має роздільну здатність 7 МП з апертурою f/2.2 й автофокусом, здатна знімати HD-відео 1080p зі частотою 25 або 30 кадрів у секунду і сповільнене відео зі частотою 120 кадрів у секунду.
SE третього покоління додає кілька функцій камери, доступних завдяки A15 Bionic. Як і 13, так 13 Pro, задня камера підтримує Smart HDR 4. Задня камера також підтримує відео з розширеним динамічним діапазоном до 30 кадрів у секунду, стереозапис і кінематографічну стабілізацію відео. І передня, і задня камери iPhone SE підтримують портретний режим і портретне освітлення. Реалізація портретного режиму в SE підтримує лише оригінальні зображення людей, оскільки апаратне забезпечення не створює карти глибини за допомогою пікселів автофокусування, а натомість покладається на програмне машинне навчання на основі програмного забезпечення. Як і 13, так і в 13 Pro, у портретному режимі є регулювання глибини та розширений ефект боке (ефект розмиття нечіткого фону навколо портрета). SE третього покоління підтримує Deep Fusion і Photographic Styles, але не підтримує деякі функції, такі як нічний режим і кінематографічний режим, через застаріле апаратне обладнання датчика.